# 飛鳥寺西方遺跡
飛鳥寺西方遺跡（あすかでらせいほういせき）は奈良県高市郡明日香村にある、飛鳥時代の宮殿関連施設と考えられる遺跡である。

## 概要
『日本書紀』には「飛鳥寺の西」「大槻の樹の下」など記される場所があり、神聖視されていた槻（ケヤキ）を中心とした広場（以下、槻木の広場（つきのきのひろば））があったと考えられる。槻木の広場は乙巳の変発端の蹴鞠会と直後に群臣に協力を求める「樹下の誓約」や、壬申の乱に関わる舞台となった他、辺境の民への饗宴の場として用いられた。その槻木の広場の有力地が飛鳥寺西方遺跡である。飛鳥時代の宮殿は少数の官衙が付属するが集まる空間が無く、この場所が当時の広場として使用されていたとする。
飛鳥寺西方遺跡は飛鳥寺の西門跡から飛鳥川に至る東西約170m、南北約220m程度の範囲にある遺跡である。2008年（平成20年）度から10年間行われた発掘調査により石敷の広場が確認されたが、槻の場所を明確にできる物証は発見できていない。なお発掘調査後は埋め戻されているため遺跡を現地で目にすることはできない。

## 発掘調査
1956年（昭和31年）に飛鳥寺にて発掘調査が行われ、八脚門の西門も発見された。西門は南門よりも規模が大きいことが判明し、その理由として槻木の広場との関係が推定された。それ以降奈良文化財研究所と橿原考古学研究所が西門付近で断続的に発掘調査を行い、飛鳥寺西大壁と並行する石組溝、掘立柱壁、土管暗渠と石敷などが発見された。2008年（平成20年）から明日香村教育委員会が10か年に及ぶ範囲確認調査を行い、7世紀前期の飛鳥時代から平安時代中期に至る遺構が確認された。遺構は3期に分けられると考えられ、『日本書紀』の記載と合わせると以下のように変遷したと考えられる。
7世紀前期には計画的な遺構は確認できず空地であったと考えられる。この頃の遺構として飛鳥寺西大壁に沿って西10m程の位置で掘立柱壁と土管暗渠などが確認された。掘立柱壁は南北120m以上が確認されたが、性格は明らかではない。土管暗渠は南北185mに及ぶが導水先は不明である。『日本書紀』には乙巳の変に先立つ皇極3年（644年）に蹴鞠をする中大兄皇子と中臣鎌足が出会う場面として「飛鳥寺の槻の下」が現れる。飛鳥寺の伽藍内に槻があるとは考えにくく、槻木の広場を指すと考えられる。またこの記述について説話的な要素が多く史実性を疑問視する説もあるが、飛鳥寺付近に槻があることに仮託した記述であることは間違いないとされる。続いて孝徳天皇が即位し「大槻樹の下」で誓盟する皇極4年（645年）の記述で現れる。天皇らが天神地祇に誓盟する場所であることや、後の天武9年（680年）に「槻の枝が折れて落ちた」ことが記録されていることから、槻が朝廷にとって特別視されていたと考えられる。
7世紀中期から後半の遺構として飛鳥寺西門から70mの位置に掘立柱建物2棟が確認された。柱は時を経たずに抜き取られており、仮設の建物であったと考えられる。『日本書紀』には天武元年（672年）の壬申の乱で大海人皇子を捕らえるために集められた近江朝側の軍勢が、大伴吹負らの謀で内応する舞台として「飛鳥寺西の槻の下」が現れる。また近隣の石神東地区からは鉄鏃が出土し、壬申の乱の記述で現れる小墾田兵庫の可能性が指摘されており、槻木の広場の仮設建造物と合わせて近江朝廷の軍事関連施設であったという説がある。
7世紀後半以降に遺跡全体に石敷、砂利敷が整備された。これは飛鳥寺西門が整備された時期と一致するとされる。飛鳥寺西門付近が特に丁寧に敷かれており広場の中心部と考えられる。石敷きは西に向かって下がっていき、部分的に段がつけられている。西側には饗宴に使われたと考えられる掘立柱建物が確認されたが、西際は飛鳥川の氾濫によって削られて明らかではない。『日本書紀』には天武6年（677年）以降に5回にわたって辺境の民を饗応する場所として現れる。1例として、南九州（現在の鹿児島県にあたる薩摩半島・大隅半島）の住民「隼人」が、確実な史実として初めて登場する史料とされる天武11年（682年）7月3日条で、大隅・阿多の隼人達が方物（地方の産物）を持って来朝し、相撲をとり、同月27日に「飛鳥寺の西」で饗応と禄を受けた記事などが知られる。今泉隆雄は斉明期に須弥山像を有する石神遺跡で行われていた辺境の民への服属儀礼が、近江遷都を挟んで天武期には槻木の広場で行われるようになったとしている。
槻木の広場は宮殿が藤原京に遷った直後の持統9年（695年）を最後に記述が無くなり役割を終えたと思われる。今泉は服属儀礼が大宝律令により規定され、呪術的な要素が排除され藤原宮の朝堂院で行われるようになったとしている。発掘調査によると広場はその後も適切に管理されたようで、平安時代中頃に祭祀に用いられたと思われる土器が出土している。また『延暦僧録』の中臣鎌足伝逸文にある槻に三位の神階を授けられたとする記載や、『今昔物語集』巻11の「槻の木を切り倒そうとした者が祟りで死ぬ」説話から、神が宿る槻であると神聖視されていたと考えられる

### 槻の位置について

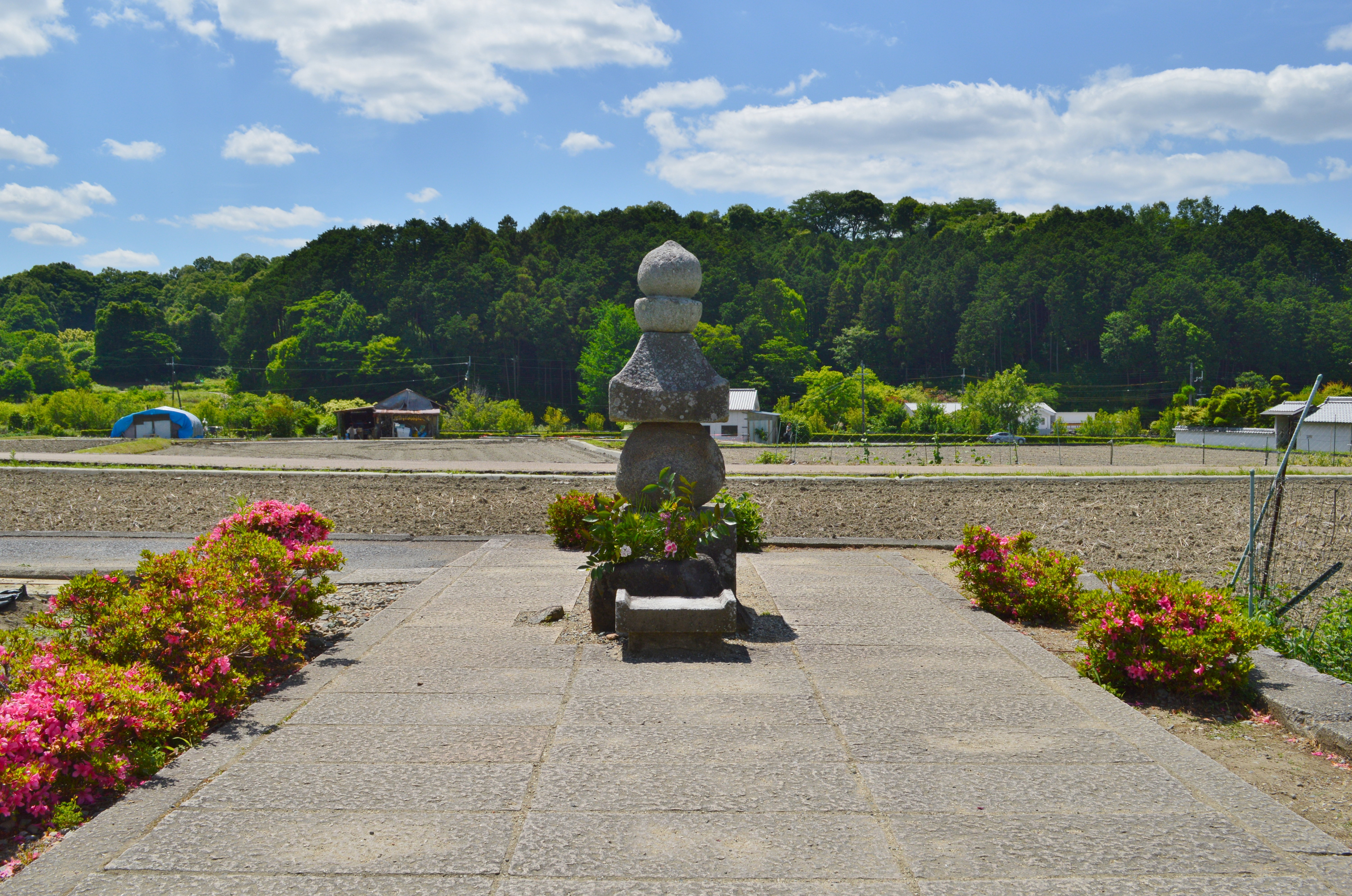
入鹿の首塚　奥に見える甘樫丘の麓に飛鳥川が流れ、そこから入鹿の首塚までが槻木の広場の推定地

前述のように槻の所在は明らかになっていないが、以下に絞られたとされる。
砂利敷欠落遺構
2012年（平成24年）の調査で発見された砂利敷の欠落で、6mほどの規模で飛鳥寺西門の西正面41.5mの位置にある。遺構の四方に樹根状に欠落が伸びており、人為的に掘られたものではないとされる。近くには井戸の跡と思われる円形の欠落もあった。『古事記』などの神話世界では聖樹のそばには泉や井戸が対になって存在するとされる。また周辺では祭祀に用いられたと思われる遺物も確認された。ただし、欠損部から樹根の痕跡などは検出されず、井戸も作られた時期が不明で確証は得られなかった。
入鹿の首塚
入鹿の首塚と言われる五輪塔は飛鳥寺西門から西へ23mほどの位置にある。五輪塔は鎌倉末期から南北朝時代に築かれたと考えられるが、詳細は不明である。最古の史料は1751年（寛延4年/宝暦元年）の『飛鳥古跡考』に蘇我入鹿大臣石塔と記されてもので、現在に至るまで蘇我入鹿の関連遺跡とされてきた。現在は史跡飛鳥寺跡の飛び地で周囲に板石を敷き詰めるなど整備がされているが、地中の調査は行われていない。この五輪塔を槻の供養の為に建立したとする説がある。